# Fortuna Düsseldorf
Fortuna Düsseldorf je njemački nogometni klub iz Düsseldorfa.

## Uspjesi

### Domaći uspjesi
- prvaci Njemačke: 1933.
- prvaci Zapadne Njemačke: 1931.
- doprvaci Njemačke: 1936.
- prvaci 2. njemačke lige: 1989., 2018.
- osvajači njemačkog kupa: 1979., 1980.
- finalisti njemačkog kupa: 1937., 1957., 1958, 1962., 1978.

### Europski uspjesi
Kup pobjednika kupova:
- Finalist (1): 1978./79.

Intertoto kup:
- Prvak (3): 1967., 1984., 1986.

### Poznati igrači
25 igrača Fortuna je zaigralo za njemačku nogometnu reprezentaciju.
- Otto Rehhagel
- Jan Tauer
- Jörg Albertz
- Klaus Allofs
- Thomas Allofs
- Rudolf "Rudi" Bommer
- Jupp Derwall
- Holger Fach
- Paul Janes
- Erich "Hammer" Juskowiak
- Stanislaus Kobierski
- Georg Koch
- Gerd Zewe
- Matthias "Mathes" Mauritz
- Michael Preetz
- Anton "Toni" Turek[1]

## Stadioni
- Lichtplatz (1908. – 19.)
- Vennhauser Straße (1919. – 30.)
- Paul-Janes-Stadion (1930. – 72., 1975., 2002. – 2005. i 2005. – 2007. (Evasive))
- Rheinstadion (1972. – 2002.)
- LTU Arena (2005.-danas)

## Vanjske poveznice
- Službene stranice